# Call of Duty: Black Ops
Call of Duty: Black Ops (abreujat habitualment com Black Ops) és un videojoc de trets en primera persona desenvolupat per Treyarch i distribuït per Activision, pertanyent a la famosa saga de videojocs bèl·lics Call Of Duty, sent el setè lliurament de la saga i seqüela de Call of Duty: World at War. El videojoc va sortir en venda el 9 de novembre de 2010, encara que moltes còpies s'havien distribuït abans de la seva publicació oficial.
El videojoc es desenvolupa en la Guerra Freda, entre les dècades de 1960 i 1980. La sortida mundial al mercat estava prevista per al 9 de novembre de 2010, tanmateix, algunes botigues el van posar en venda quan el van rebre (saltant-se la data de sortida), per la qual cosa s'ha pogut obtenir per a plataformes com PlayStation 3 i Xbox360 abans de temps.
Cuba ha condemnat la "mort virtual" de Fidel Castro per "glorificar l'assassinat" i instigar a un "comportament sociòpata" als nens nord-americans. Hi ha hagut fins a la data uns 600 intents reals d'assassinar l'expresident cubà.

## Missions
- Operació 40 (Desenvolupament: Cuba): Mason desperta en una estranya sala, lligat a una cadira i envoltat de monitors de televisió. Uns homes li fan preguntes estranyes relacionades amb números i amb el seu passat. L'acció es remunta a 1961, en Badia de Cochinos. Un comando format pel sergent Woods, Mason i Bowman tenen la missió d'assassinar Fidel Castro, reunits en un bar amb un guia anomenat Carlos, són descoberts per la policia cubana, després d'escapar, arriben fins a un complex i assalten un hotel on podria estar Castro, Mason s'infiltra i l'assassina, però per escapar, han d'usar un avió, Mason baixa en marxa per aclarir el camí però és atrapat, llavors, apareix el veritable Castro el qual diu que el que van assassinar era només un doble, sembla estar conxorxat amb un tipus anomenat Nikita Dragovich i aquest s'emporta a Mason presoner com "regal" de Castro.
- Vorkuta (Desenvolupament: Unió Soviètica): Mason és portat fins a la Unió Soviètica on és condemnat a treballs forçats en un gulag a Vorkuta. Dos anys després, Mason i Reznov (al qual ja vam veure a Call of Duty: World at War) planegen escapar del gulag amb l'ajut dels altres presoners, després de sortir de la presó, els guàrdies causen una massacre entre els indefensos presoners, encara que gràcies a l'astúcia de Reznov aconsegueixen obrir les portes del gulag i escapar en motocicletes, després de pujar a un vehicle, Mason aconsegueix pujar a un tren en marxa per escapar, però Reznov no pot pujar i aparentment no aconsegueix sobreviure.
- U. S. D. Sr(Desenvolupament: Estats Units): Després de la seva fugida de Vorkuta, Mason va ser posat al comandament de Jason Hudson per la CIA. Mason arriba en helicòpter a Washington DC, després d'entrar en una limusina, s'entrevista amb el Secretari de Defensa, Robert McNamara, el qual li diu que la seguretat dels Estats Units està en perill per culpa de Dragovich. Mason arriba llavors a El Pentàgon i en una sala de reunions s'entrevista a soles amb el president John F. Kennedy, aquest li explica que ha d'eliminar a Nikita Dragovich o la manera de vida dels Estats Units estarà en perill.
- Ordre Executiva (Desenvolupament: Unió Soviètica): La missió de Mason i Woods és infiltrar-se en el cosmòdrom de Baikonur i sabotejar l'Operació Ascensió, és a dir, el llançament del coet Soiuz, on a més s'espera que estigui Dragovich. En arribar han de reunir-se amb el seu contacte, Weaver, però aquest és capturat pels soviètics, encara que el pilot de Woods i Mason, per iniciativa d'aquest aconsegueixen rescatar-lo. Encara que tracten d'impedir, el coet és llançat, però Mason aconsegueix abatre'l usant coets Valkyria, això causa que gran part dels laboratoris s'incendiïn, avançant dins d'ells, el pilot de Mason aconsegueix atacar la limusina on viatjava Dragovich, la limusina va quedar cremant així que es va suposar que va morir carbonitzat.
- S. O. G.(Desenvolupament: Vietnam del Sud): Mason va passar els següents cinc anys buscant Dragovich, convençut que era viu. Llavors la CIA va enviar a Mason a la Guerra del Vietnam, a Khe Sanh, sota el comandament de Jason Hudson, per investigar la presència soviètica a la regió. Allà es reuneix amb Woods el qual li explica la creació del grup SOG. La missió era dirigir-se cap Hue, però a causa de l'atac del Vietcong sobre Khe Sanh, Woods decideix quedar-se per defensar el lloc, cosa que aconsegueixen amb molts esforços.
- El Desertor (Desenvolupament: Vietnam del Sud): En plena ofensiva del Tet, la missió de l'equip de Woods i Mason és rescatar un desertor de l'URSS que resulta ser Reznov. L'interrogador de Mason li diu que el desertor va morir, ja que estava envoltat de soldats del Vietcong, però Mason insistia que estava viu. Després d'entrar en una sala, és a Reznov el qual li diu que ni tan sols el Kremlin coneix els plans de Dragovich. Després d'avançar per les ruïnes de Hue, finalment aconsegueixen ser evacuats de la ciutat.
- Nombres (Desenvolupament: Hong Kong): A Hong Kong, Hudson i Weaver interroguen a un científic britànic anomenat Daniel Clarke, que treballava per Dragovich, aquest els explica que va ser contractat per establir certs paràmetres sobre el Nova-6, però que ara, els homes de Dragovich el buscaven per tot el planeta, finalment són atacats pels homes de Dragovich i han d'escapar per les teulades de Kowloon, pel camí, Clarke els explica que la base de Dragovich està en Yamantau, a les muntanyes Urals i que Dragovich i Steiner parlaven d'uns números dels que depenia el seu pla, però un Spetsnaz dispara al cap a Clarke, abans que pogués dir-los més informació.
- Projecte Nova (Desenvolupament: Unió Soviètica): Aquesta missió se centra 20 anys enrere. Quan estaven a Vorkuta, Reznov li va parlar a Mason sobre els fets amb Dragovich i Kravtchenko, en una operació anomenada Projecte Nova, a finals de 1945, la missió era capturar un científic nazi anomenat Friedrich Steiner. El pilot de Reznov i Dimitri Petrenko (un dels protagonistes de Call of Duty: World at War) tenia la missió d'assaltar la base on s'amagava el científic, pel camí, Reznov li va dir a Dimitri que ni Dragovich ni Kravtchenko eren subjectes de fiar. Els soviètics assalten la base i capturen a Steiner, Reznov observar que Dragovich i Steiner es tractaven amb força companyonia, la qual cosa feia desconfiar a Dimitri. Després de localitzar un vaixell destrossat enmig del gel, tots entren i veuen un coet V-2 que Steiner els diu que està ple del gas Nova-6, Dragovich volia comprovar els efectes del gas i va utilitzar el pilot de Reznov i Dimitri com cobais del gas, Reznov i dos homes van aconseguir sobreviure però Dimitri i altres dos van morir a causa del gas. Reznov i els seus dos camarades col·locar explosius en el coet però en la seva fugida, van haver de rebutjar a comandaments de la SAS britànica que desitjaven aconseguir el gas, finalment, aconsegueixen escapar per un terraplen mentre a l'esquena, el vaixell amb el gas és destruït, o això pensava Reznov, des de llavors, Reznov va jurar matar Dragovich, Kravtchenko i Steiner per venjar al seu millor amic mort.
- Víctor Charlie (Desenvolupament: Vietnam del Nord): La missió llavors era dirigir cap a les selves del Vietnam del Nord, on Kravtchenko estava cooperant amb els esforços del Vietcong, els interrogadors li pregunten a Mason si Reznov va viatjar amb ell, Mason respon afirmativament. Però pel camí, el seu helicòpter és derrocat i es veuen envoltats de nord-vietnamites, Mason, Woods i Reznov aconsegueixen escapar a través de la jungla i es reuneixen amb l'equip Whiskey. Després d'avançar per llogarets vietnamites, Mason, Reznov i un soldat anomenat Swift entren en uns túnels del Vietcong, Kravtchenko ja sabia que estaven aquí i vola els túnels per matar-los, però Mason i Reznov aconsegueixen escapar a temps.
- Lloc de l'Accident (Desenvolupament: Laos): Mason, Woods, Reznov, Bowman i l'equip SOG han de recuperar l'arma Nova-6 entre les restes d'un avió soviètic enderrocat, investiguen el lloc de l'accident però resulta que els russos el van agafar, però entre les restes troben armes americanes i un mapa que assenyala el complex de Kravtchenko però al poc després els russos intervenen per recuperar el mapa i l'equip SOG s'haurà de defensar però els russos aconsegueixen capturar Mason, Woods, Reznov i Bowman.
- ADM (Desenvolupament: Estats Units / Unió Soviètica): La missió comença en una base aèria nord-americana a Califòrnia, un avió SR-71 Blackbird s'enlaira amb els pilots Mosely i Neitsch, la seva missió és donar suport al pilot de Hudson i Weaver, aquests i el seu equip han d'infiltrar-se en una base soviètica, que resulta el complex de Kravtchenko, assalten la base però no troben el Nova-6 i Dragovich els tanca en una sala de comunicacions i posa el compte enrere dels explosius, fugen de la base però no aconsegueixen trobar l'arma.
- Venjança (Desenvolupament: Laos): Mason, Woods i Bowman es troben captius en un soterrani del Vietcong, aquí se'ls insisteixi a jugar a la Ruleta Russa, Bowman es refusa a jugar i és assassinat per un Spetsnaz qui ho colpeja repetides vegades amb un ferro al cap, després li toca a Woods qui té sort i la bala no es deixa anar, finalment li toca a Mason, que se les ingenia per a escapar-se i matar un parell de soldats del Vietcong, després, Mason i Woods escapen, en el camí maten el Spetsnaz que mato a Bowman i prenen un panteon d'aterratge, aconsegueixen volar en un helicòpter fins a una base on es disposen a matar a Kravchentko, aquest s'embosca a Mason i ho copeja fins a deixar agonitzant, Woods surt per darrere i apunyala al Rus, però aquest revela que té una càrrega d'explosius en el cos, Woods se sacrifica per salvar Mason i es llança per una finestra al costat de Kravtchenko qui explota matant-se a si mateix i també a Woods, després Mason és rescatat per Reznov.
- Renaixement (Desenvolupament: Unió Soviètica):'Versió de Mason': Mason i Reznov (el qual té el vestit de Dragovich) han d'infliltrarse en un laboratori soviètic per matar a Steiner, decideixen anar per la teulada i els russos alerten a tothom que hi ha intrusos, poc després de matar a tots es troben amb Steiner comunicant amb Weaver i l'equip SOG que necessiten reforços i Steiner es dona compte i Mason l'empeny a la cadira i Reznov li dona uns cops es veuen a dos tipus que estan a l'altre costat del vidre que resulten ser Hudson i Weaver intentat detenir Reznov per matar-lo.

Versió de Hudson: Hudson i Weaver es troben en uns semiorugas automàtics per arribar al laboratori, a mig camí els russos els llança un gas tòxic i destrueixen els semiorugas i es posen les màscares antigues perquè no morin en uns minuts, s'obren camí a trets i poc després es troben amb Steiner i Mason a l'altre costat del vidre (Mason té esquizofrènia) amb el vestit de Dragovich i no el detenen, ja que l'ha matat però Hudson aconsegueix atordir a Mason i l'hi porten a la base.
- Revelacions (Desenvolupament: Estats Units): Mason es troba a la sala d'interrogatoris, algú entra a l'interrogatori, es descobreix que els interrogadors eren Hudson i Weaver, Hudson provoca a Mason i ell li atordeix deixant inconscient, aconsegueix escapar de l'interrogatori però en arribar a la sala de comunicacions, Hudson el va atordir i el va deixar inconscient durant uns segons i veu imatges de Dragovich, Kravchenko i Steiner quan li van implantar els números, i també a Reznov quan sabotatge la seva ment. Hudson deia que Reznov va morir a Vorkuta durant la fugida i els 5 anys que portava viu eren producte de la seva imaginació, Hudson li diu que Mason va matar el president John F. Kennedy en el pentàgon, Mason tenia llacunes en la memòria i diu que ell és la clau per impedir que llancin el gas Nova-6 i Mason diu que la sala de comunicacions per llançar el gas està en un vaixell anomenat Rusalka.
- Redempció (Desenvolupament: Mèxic / Cuba / Estats Units): Mason, Hudson i Weaver es dirigeixen a interceptar un vaixell comercial soviètic anomenat Rusalka amb hinds, uns helicòpters que llancen coets i porten metralleta, i met destrueixen tot el vaixell i els helicòpters enemics, l'helicòpter explota després que Hudson i Mason saltin i es reagrupen amb Weaver a la coberta inferior i intercepten l'emissió, aquesta sota l'aigua i Dragovich ha iniciant l'emissió, Hudson, Mason i un grup de soldats decideixen anar al lloc de subministraments submarí es troben amb russos, s'obren pas a trets, poc després s'obren diversos forats en el lloc submarí, es troben amb Dragovich i Hudson li dispara a l'espatlla dreta i Dragovich falla en disparar a Hudson i Mason li agafa i l'ofega fins a deixar-lo sense respirar i escapen de l'emissora, quan arriben a la superfície es troben amb Weaver i un grup de soldats en un vaixell i aconsegueixen impedir que llancin el gas Nova-6.

al final mason acaba matant Dragovich submergint en aigua fins a assassinar-escapen del Rusalka i diuen vam guanyar per ara

## Personatges
- Alex Mason: Oriünd d'Alaska, Mason és un capità pertanyent a l'Cia a l'en Sog. Va formar part d'un comando encarregat d'atemptar contra Fidel Castro, però és capturat per Nikita Dragovich i enviat a un camp de presoners en Vorkuta, LA Unió Soviètica. Després d'escapar amb l'ajut del sergent Viktor Reznov, Mason lluitarà contra els plans de Dragovich i els seus afiliats. El jugador assumeix el rol d'aquest personatge en la major part del joc.
- Jason Hudson: Nascut a Washington D.c., és membre de la Cia. Mason ho defineix com un "tros de gel" per la seva serietat i actitud. Va lluitar en la Guerra Del Vietnam i va participar en la recerca de Nikita Dragovich i Friedrich Steiner.
- Viktor Reznov: Conegut de Call of Duty: World at War. Després de la Caiguda De Berlín, Reznov va participar en una operació cridada Operació Nova, però va ser traït pel seu superior i va veure morir el seu millor amic, Dimitri Petrenko, després va ser condemnat a un camp de treballs en Vorkuta. Amb l'ajuda dels altres presoners, Reznov va escapar del camp, i va ajudar el Sog a capturar els executors del pla Fa una novació 6, però al final del joc, Mason descobreix que Reznov sol està en la seva imaginació i que Reznov, va morir escapant de Vorkuta el 1963. Únicament s'assumeix el seu control a la missió Projecte Nova.
- Frank Woods: Sergent del cos de Marinis i membre del Sog. Woods va ser vist dirigint l'atemptat contra Castro en Bóta, va participar també en l'assalt sobre Baikonur, en la Guerra Del Vietnam i finalment en la recerca de Lev Kravtchenko, quan aquest estava a punt de matar a Mason, Woods el va apunyalar, però Kravtchenko va revelar que tenia bombes enganxades al seu cos i es va llançar per una finestra amb Woods agafat a ell, així que es presumeix que va morir, però al final del joc quan pots accedir a la computadora si tecleges un comando podreixis veure un informe que esmenta que Woods està viu.
- Grigori Weaver: Nascut a Rússia el 1936. La primera aparició de Weaver és en Baikonur on és capturat, el seu interrogador li arrenca l'ull esquerre, encara que és rescatat pel pilot de Woods i Mason. Anys després, va dirigir l'assalt en Yamantau, una base a les Muntanyes urals. Finalment es desvela que al costat de Hudson és l'interrogador de Mason i participa en la persecució sobre Nikita Dragovich.
- Joseph Bowman: Membre del Sog, Bowman és un dels soldats del pilot del capità Mason i el sergent Woods. Va ser capturat a Laos i se li va instar a jugar a la Ruleta Russa amb Mason, però es va negar i va ser executat per un soldat soviètic que li va colpejar repetides vegades al cap amb un objecte metàl·lic.
- Dimitri Petrenko: Recordat per ser un dels protagonistes de Call of Duty: World at War, Dimitri va participar en una operació cridada Operació Nova, la qual consistia a capturar un científic alemany. Després de rescatar el científic i trobar un coet V-2 que contenia un letal gas, el general Dragovich va voler comprovar els efectes del gas i va tancar a Reznov i Dimitri a dues sales, després va alliberar el gas a la sala de Dimitri, matant-lo a ell i als altres soldats de la sala.
- Nikita Dragovich: General de l'Exèrcit Roig en la Segona Guerra Mundial i principal antagonista del joc. Comptant amb Lev Kravtchenko com mà dreta, Dragovich va dirigir l'Operació Nova que tenia com a objectiu capturar un científic nazi cridat Steiner, Dragovich va mostrar molta camaraderia amb l'alemany i quan aquest els va mostrar un coet V-2 amb el gas letal Fa una novació-6, Dragovich va voler provar-lo i va utilitzar com conillets d'índies a Reznov i Dimitri, aquest últim va morir. Gairebé 20 anys després, Dragovich captura el capità Mason, en Bóta, Dragovich va sotmetre a Mason a una rentada de cervell perquè aquest complira l'ordre d'assassinar el president John F. Kennedy, la qual al final del joc es descobreix que la va dur a terme anter que Mason complís l'objectiu que li imposa Reznov, matar els 3 antagonistes; Dragovich, Kravtchenko i Steiner a causa que el seu rentat de cervell estava de certa forma "avariat". Temps després de saber-se el seu parador, el Sog inicia la seva recerca al vaixell Rusalka. Dragovich aconsegueix que ell es faci caure a Mason però Hudson li dispara a l'espatlla, Mason ho aprofita per ofegar Dragovich.
- Lev Kravtchenko: Lloctinent de Nikita Dragovich i un dels principals antagonistes del joc. Ja tenia una vella rivalitat amb Reznov durant la Segona Guerra Mundial i després de descobrir el gas Fa una novació-6, va participar en l'intent d'assassinat d'aquest i el seu pilot. 20 anys després, va marxar al Vietnam i més tard a Laos, allà seria perseguit pel Sog, Woods li va apunyalar abans que matés a Mason, però Kravtchenko va revelar els explosius que tenia pegat al seu cos i va morir al costat de Woods.
- Friedrich Steiner: Nascut a Hamburg, l'any 1906, en ple Imperi Alemany, Steiner és el desenvolupador del gas letal Fa una novació-6. Després de la mort d'Adolf Hitler, es va refugiar en una base alemanya on va ser capturat pel pilot del sergent Reznov i Dimitri Petrenko. Després de parlar amb Dragovich, aquests van usar Reznov, Dimitri i els seus homes com cobais del gas. 20 anys després, Steiner es va convertir en un dels principals objectius del Sog, i Steiner els va dir que estava en Illa Renaixement, Mar D'aral, i els va prometre comptar-los tot a canvi de seguretat, però va ser assassinat per Mason abans de ser capturat per Hudson i Weaver.
- Fidel Castro: El famós líder cubà, va ser objectiu d'una operació nord-americana per assassinar-lo, anomenada Operació 40, però el Castro assassinat va resultar ser un doble. El verdader Castro apareix lliurant-lo a Dragovich el malferit Mason, per celebrar el seu "nou acord". Es pot jugar amb l'al mapa de la manera zombie "Five".
- Daniel Clarke: Clarke era un científic comunista d'origen britànic i va viatjar a la Unió Soviètica el 1964, on va ajudar a Nikita Dragovich en el Projecte Nova 6, després d'escapar de les grapes de Dragovich, va buscar refugi en Johannesburgo abans de ser capturat per Hudson i Weaver en Hong-kong, mentre fugia per les teulades de la ciutat al costat de Hudson i Weaver, rellisca i un Spetsnaz li va disparar al cap, matant-lo, abans que pogués dir-lo a Hudson, cuales eren els "nombres".

## Wii
El productor de Call of Duty Black Ops, el cubà Daniel Suárez, ha confirmat la possibilitat d'usar comunicació per veu durant les partides en línia a través de Wii, així com la resta de funcions incloses en les versions Hd, com les descàrregues.

## Recepció
Call of Duty: Black Ops ha rebut crítiques favorables per part de Metacritic, rebent una mitjana de 88/100. Game Rànquings va rebre una puntuació entre 87 i 89% per a Xbox 360 i PS3, però no tant per a PC (80%).
La revista Nintendo Magazine li va atorgar per Wii un 90% de crítiques positvas i va dir: "Black Ops és un shooter fantàstic ple de característiques d'alta definició, amb l'excepció de la manera multijugador".
Per a la versió PC, els crítics han assenyalat errors i errors durant el procés de joc, inclosa la manera multijugador i Zombie. La revista PC World ha assenyalat que les puntuacions van ser baixes a causa de les fallades de Black Ops.
Una de les poques crítiques rebudes ha estat per part dels "puristes" dels jocs d'acció i de l'àmbit militar. És l'ús d'armament posterior a l'època en la qual es desenvolupa el joc, en alguns casos molt posteriors. Com a exemple vegeu el fusell FAMAS, que va entrar en servei el 1991; 20 anys més tard del que es mostra en el videojoc, o l'Enfield (SA80 en la realitat) usat per primera vegada el 1984.
A part a diferència dels seus predecessors el personatge parla i interacciona amb els altres personatges del joc.